# انادیا، الاگواس
انادیا، الاگواس (به پرتغالی: Anadia, Alagoas) یک سکونتگاه مسکونی در برزیل است که در آلاگواس واقع شده‌است.

## خصوصیات
انادیا ۱۸۹٫۴۷۱ کیلومترمربع مساحت و ۱۸٬۷۹۶ نفر جمعیت دارد و ۱۵۳ متر بالاتر از سطح دریا واقع شده‌است.